# Коновалов, Юрий Николаевич
Юрий Николаевич Коновалов (14 августа 1935, Москва — 2023, Москва) — советский и российский архитектор, художник и педагог. Заслуженный архитектор Российской Федерации (1993). Действительный член МААМ. Профессор кафедры живописи МАРХИ.

## Биография

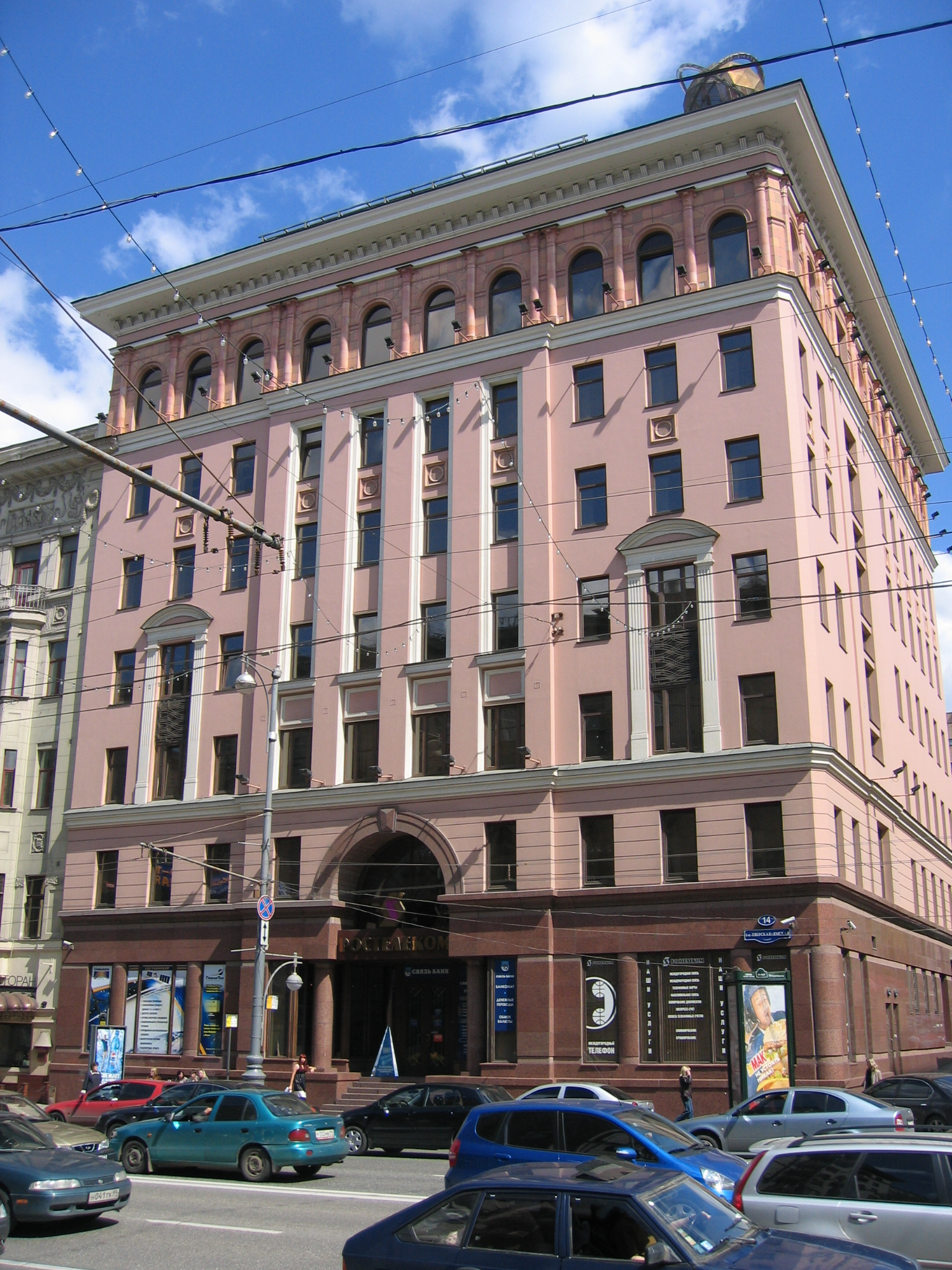
Здание «Ростелекома»

Родился 14 августа 1935 года в Москве. В 1959 году окончил Московский архитектурный институт по специальности «Архитектура», защитив диплом по теме «Жилой комплекс». В марте 1960 года пришёл на работу в «Моспроект». Работал в мастерской № 12 Моспроекта под руководством В. В. Лебедева.
Одной из первых его работ стал кинотеатр «Киргизия». Типовой проект, лежавший в основе здания, был значительно переработан с изменением архитектурного облика и приданием индивидуальных черт. Следующим крупным проектом стал Дом ветеранов сцены имени А. А. Яблочкиной (1964), в числе авторов которого был Юрий Коновалов. Затем Ю. Н. Коновалов принимал участие в проектировании и строительстве комплекса новых здания Московского энергетического института: библиотеки, лабораторных корпусов, аудиторного учебного корпуса. Он был в числе авторов застройки отдельных микрорайонов в Перовском и Калининском районах Москвы. Среди других его проектов — пансионат, жилые дома, санатории, культурно-бытовые учреждения.
Неоднократно принимал участие в архитектурных конкурсах. Ю. Н. Коновалов — автор конкурсных проектов памятника В. И. Ленину на Ленинских горах (совместно со скульптором М. Ф. Бабуриным, архитекторами В. В. Лебедевым, А. Д. Лариным и А. А. Поповым), памятника на Плая-Хирон (Куба; совместно с архитекторами В. В. Лебедевым, А. Д. Лариным и А. А. Никоновым, скульптором Н. Б. Никогосяном), застройки центра Ульяновска (совместно с архитекторами В. В. Лебедевым, А. Д. Лариным, А. С. Цивьяном, Э. В. Яворским, И. К. Чаловым, Ю. А. Кубацким, С. П. Тюковым), реконструкции и застройки площади Ильича (совместно с архитекторами А. С. Цивьяном, Э. В. Яворским, Ю. А. Кубацким, И. К. Чаловым), гостиничного комплекса на Плющихе (совместно с архитектором И. К. Чаловым), Всемирной выставки в Москве, экспериментального квартала в Москве и других.
На протяжении трёх лет вместе с группой советских специалистов находился в командировке в Иране. За этот период вместе с соавторами он выполнил проекты двух микрорайонов, двух школ и ряда жилых домов. Ю. Н. Коновалов принимал участие в проектировании и строительстве посольства СССР в Рангуне (Бирма) и посольства СССР в Аддис-Абебе (Эфиопия).
В 1978 году Ю. Н. Коновалов возглавил только что сформированную мастерскую № 18 «Моспроекта-1», занимавшуюся застройкой Ленинградского и Фрунзенского районов Москвы. Под его руководством были построены жилые дома в районе Ленинградского проспекта и Хорошёвского шоссе, запроектированы жилые дома по улицам Поликарпова, Зорге, Беговой, Правды, детская поликлиника на Красноармейской улице, пристройка к школе № 704, школа № 7 и другие объекты. Ю. Н. Коновалов руководил проектированием комплексного предприятия культурно-бытового обслуживания в реконструируемом доме № 55 по улице Горького.
Ю. Н. Коновалов был автором проектов Дворца пионеров Перовского района на 1-й Владимирской улице (1984—1986; совместно с В. В. Лебедевым и И. К. Чаловым), здания «Ростелекома» на 1-й Тверской-Ямской улице (1999), торгово-технических центров на улице Обручева, Ленинградском и Рязанском шоссе (1999—2003), многофункционального комплекса на Флотской улице, конференцзала ГТК РФ, жилых домов на 2-й Тверской-Ямской улице и других.
В постсоветское время Ю. Н. Коновалов руководил застройкой квартала № 58 по Хорошёвскому шоссе, кварталов № 3 и № 12 в жилом районе Куркино, застройкой по Пулковской и Лодочной улицам. Мастерская № 18 занималась застройкой 4-го микрорайона Южного Тушина, 11-го микрорайона Западного Дегунина, ряда жилых домов в микрорайоне 19 в Химках-Ховрине.
Среди зарубежных работ Ю. Н. Коновалова жилые комплексы в Копенгагене, Токио, Мехико, Аммане, проекты генконсульства на Занзибаре, жилого комплекса посольства России в Лондоне, комплекса зданий посольства России в Ашхабаде (Туркменистан), культурного центра в ЮАР.
Совместно с фирмой «Гипрокон» спроектировал ряд зданий и сооружений: здание юридического факультета МГУ, многофункциональный центр на Шмитовском проезде, административное здание ГТК РФ на Новозаводской улице, проект реконструкции и развития стадиона «Крылья Советов». В 2000-х годах руководил проектированием застройки района Левобережный (микрорайоны 1А и 1Б), торгового центра на пересечении Профсоюзной улицы и Новоясеневского проспекта.
С 1972 года преподавал в Московском архитектурном институте (МАРХИ), вёл дипломное проектирование. Профессор кафедры живописи. Вместе с В. Г. Тальковским и Е. А. Окиншевичем вёл проектную учебную мастерскую в МАРХИ. Многие из его учеников стали известными архитекторами.
Занимался общественной деятельностью в Союзе архитекторов СССР и России. Был председателем комиссии по творческой деятельности Союза архитекторов СССР и членом парткома управления «Моспроект-1». Длительное время был членом президиума Союза архитекторов Москвы.
Профессионально занимался живописью и графикой. Принимал участие во многих выставках. Графические работы Ю. Н. Коновалова находятся в собрании ряда музеев и частных коллекциях.

## Награды и звания
- Заслуженный архитектор Российской Федерации (1993)[9]
- Орден «Знак Почёта» (1986)[10]